# José Pamplona
José Pamplona Lecuanda (San Luis Potosí, 6 de febrero de 1911) es un exjugador de baloncesto mexicano. Fue medalla de bronce con México en los Juegos Olímpicos de Berlín de 1936.